# Thaksin Shinawatra
Cette page contient des caractères thaïs. En cas de problème, consultez Aide:Unicode ou testez votre navigateur.
Pour les articles homonymes, voir Shinawatra.

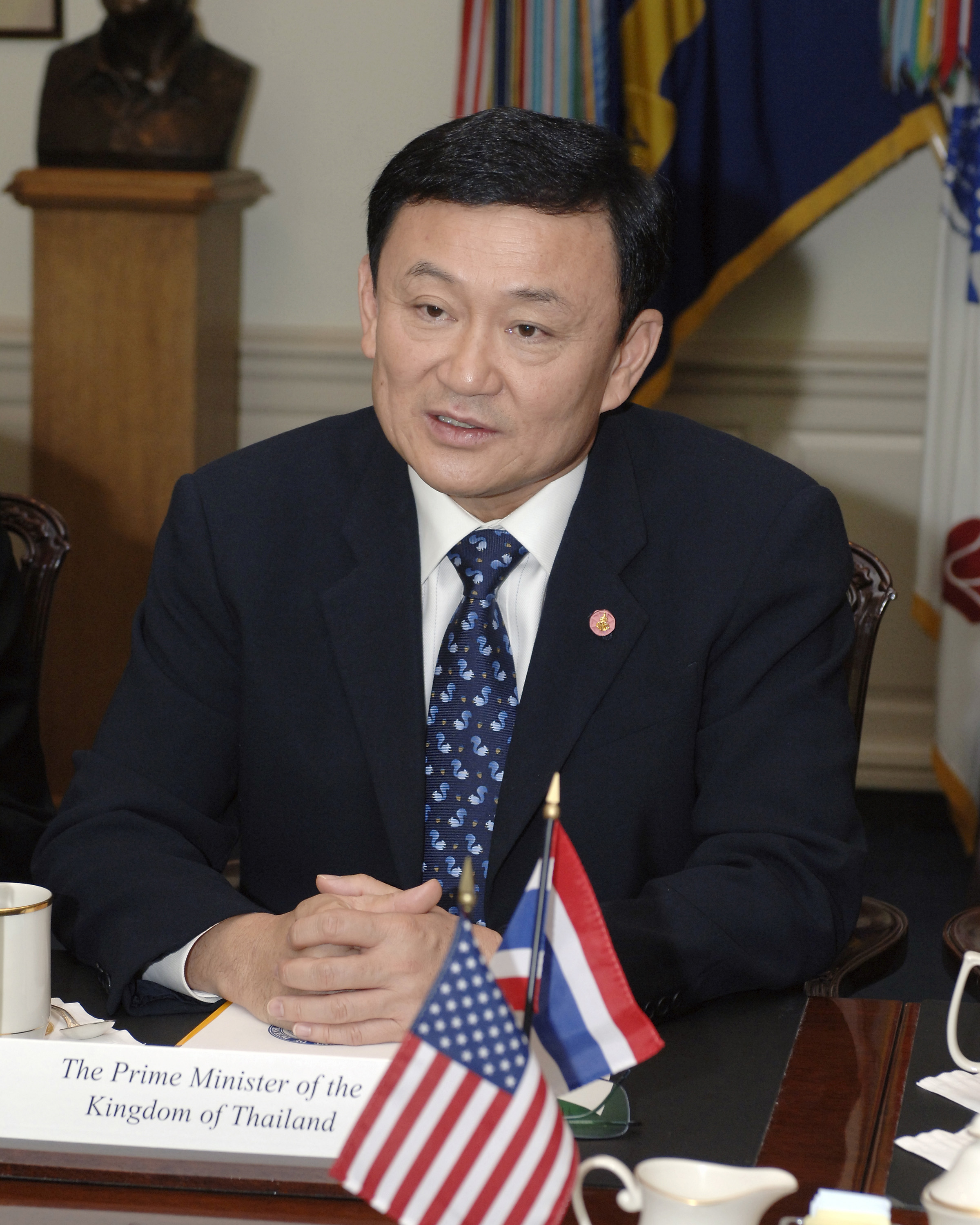
Thaksin Shinawatra, le 15 septembre 2005.

Thaksin Shinawatra (thaï : ทักษิณ ชินวัตร), né le 26 juillet 1949 à San Kamphaeng, dans la province de Chiang Mai, est un homme d'affaires et homme d'État thaïlandais. Il est Premier ministre du 9 février 2001 au 19 septembre 2006.
Il commence sa carrière politique lorsqu'il est nommé ministre des Affaires étrangères au sein du gouvernement de Chuan Likphai le 25 octobre 1994. D'abord membre du Palang Dharma (PD), il est élu, lors des élections législatives de 1995, membre de la Chambre des représentants pour la seconde circonscription de Bangkok, succédant ainsi à Chamlong Srimuang, celui qui l'a invité à rentrer en politique. Il est ensuite vice-Premier ministre au sein des gouvernements de Banhan Sinlapa-acha puis de Chawalit Yongchaiyut.
En 1998, il quitte le Palang Dharma et fonde son propre parti, le Thai Rak Thai (TRT), parti qui lui permettra de remporter la nomination en tant que Premier ministre lors des élections législatives de 2001. Largement reconduit lors des élections de 2005, une contestation agite cependant en mars 2006 et des élections anticipées sont annoncées. Elles seront boycottées par l'opposition. Il démissionne le 5 avril. Il est finalement renversé par un coup d'État, le 19 septembre 2006 alors qu'il se trouve à New York pour l'Assemblée générale des Nations unies.
En exil durant 15 ans, il retourne en Thaïlande en août 2023 et obtient une grâce royale controversée après les élections de 2023.
En 2025, Forbes évalue sa fortune à 2,1 milliards $ (15ème plus grande fortune de Thaïlande).

## Biographie
Thaksin Shinawatra, ancien lieutenant-colonel de police, docteur en criminologie, diplômé de l'Université du Kentucky (États-Unis) est issu d'une famille aisée sino-thaï de la province de Chiang Mai.
La famille Shinawatra commence à émerger sur la scène politique dès les années 1970 : le père de Thaksin et de Yingluck, Lert, est le premier Shinawatra élu député de la province de Chiang Mai en 1969 ; dans les années 1980, le frère cadet de son père Lert devient à son tour député de Chiang Mai ; en 2001, l'une de ses sœurs cadettes, Yoawapa Wongsawat est élue députée de Chiang Mai ; son beau-frère Somchai Wongsawat est Premier Ministre en 2008 durant un trimestre etc. (mais le fils de Taksin, Phanthongthae, directeur d'une chaîne de télévision anti-militariste, encore jamais impliqué officiellement en politique, est soigneusement préservé afin de prendre un jour le relais de son père, son oncle et sa tante).
En 1987, Thaksin Shinawatra commence sa carrière dans le monde des affaires et crée le Shinawatra Computer and Communication Group. Il obtient par ses anciens collègues un contrat pour équiper toute la police thaï en ordinateurs. Puis, profitant de l'essor spectaculaire de la téléphonie mobile, des liaisons satellite et du boom boursier, il fait rapidement fortune et est avec sa famille, encore aujourd'hui, une des plus grandes fortunes du pays. En avril 2022, Forbes évalue sa fortune à 2 milliards $ et le classe comme 10ème personne la plus riche de Thaïlande.
Il disposerait également de la nationalité monténégrine.

### Débuts politiques
Ensuite, il entame une carrière politique et gravit rapidement les échelons, député du parti Palang Dharma, puis ministre des Affaires étrangères en 1994. Il devient vice-Premier ministre en 1997. Mais son parti explose à la suite de la crise de 1997.
En 1998, il crée un nouveau parti le Thai Rak Thai (ไทยรักไทย, « les Thaï aiment les Thaï ») afin d'appuyer son ambition de devenir Premier ministre. Thaksin (les Thaïlandais utilisent le prénom de préférence au nom de famille) est relativement jeune, dynamique et sait séduire la population. Son programme est assez populiste, mais les milieux d'affaires ne sont pas oubliés. Comme toujours, les problèmes de corruption et de détournement de l'argent public sont d'actualité en Thaïlande, mais Thaksin arrive à se dépêtrer de diverses accusations. Sa famille prend le contrôle financier de la seule chaîne de télévision indépendante et 21 journalistes sont renvoyés après avoir critiqué le contrôle de la famille sur la ligne éditoriale. Il finance le parti avec sa fortune personnelle, utilise des techniques électorales modernes, cible les paysans pauvres et remporte les élections législatives du 6 janvier 2001 avec un score élevé. Le roi le nomme effectivement Premier ministre.
Selon la politologue Eugénie Mérieau, Thaksin « bouscule l’ordre hiérarchique traditionnel en réclamant une réforme de l’espace politique réservé jusque-là à des personnes qualifiées de « supérieures » en termes moraux et de compétences, excluant les travailleurs pauvres et les petits paysans jugés trop incultes pour voter. Cette volonté de démocratisation s’est accompagnée sur le plan économique, à côté de politiques nettement néolibérales, de stimuli keynésiens destinés à combattre la pauvreté et à contrecarrer les inégalités galopantes résultant de la crise de 1997 ».

### Premier ministre
Il crée une sécurité sociale dans les trois premiers mois de son mandat, ce qui constitue sa réforme la plus importante, conférant aux Thaïlandais démunis le droit de se soigner. En réponse au surendettement dont sont victimes les paysans à la suite de la crise financière de 1997, Thaksin déclare un moratoire sur les dettes. Il lance en outre un micro-crédit et des fonds pour les villages, permettant de relancer l'économie dans les campagnes, ainsi qu'un système de bourses pour les provinciaux. Il met aussi en place une couverture de santé universelle, l'une des mesures les plus populaires de son gouvernement, destinée aux personnes qui n’ont pas de sécurité sociale. La réforme a notamment un grand impact en Isan, région agricole et déshéritée.
Il parvient à financer ses réformes et obtient de bons résultats en matière de gestion de la dette publique ou du taux de croissance, tout en diminuant la pauvreté.
Il montre une volonté d'action radicale et même ses adversaires doivent reconnaître ses succès, bien que ceux-ci soient parfois obtenus avec des méthodes qui lui vaudront le surnom de Thaksinator. Il s'attaque au problème de la drogue, promettant de le régler en six mois, son action se solde par plus de deux mille morts dans des opérations de police litigieuses et des critiques contre les exactions d'escadrons de la mort : l'activiste et avocat Somchai Homlaor déclare que « la guerre contre la drogue n'était rien d'autre qu'un permis de tuer ». . Dans le sud du pays, il traite le problème des revendications des populations musulmanes d'une main de fer ce qui entraîne une insurrection et plus de 2 000 morts. Mais le bilan économique de son mandat paraît positif et sur le terrain social son gouvernement a travaillé à un système de salaire minimal et de sécurité sociale qui lui ont valu une popularité à travers le pays. Cependant, l'échec inattendu du candidat qu'il soutenait pour le poste de gouverneur de Bangkok en septembre 2004 a démontré que les critiques de l'opposition commençaient à être entendues.
Des élections législatives se déroulent le 6 février 2005 afin de renouveler la Chambre des représentants. La popularité de Thaksin avait légèrement baissé fin 2004 et ces élections pouvaient sembler indécises. Mais, d'une façon imprévisible, le tsunami du 26 décembre qui a durement frappé la région de Phuket a été l'occasion pour le Premier ministre de raffermir ses positions. Il a très bien géré la crise, en étant très présent sur le terrain et en montrant l'image d'un gouvernement efficace et actif. Les résultats obtenus par le parti de Thaksin ont dépassé ses espérances et en gagnant 399 sièges sur les 500 de la Chambre, il peut se permettre de gouverner sans coalition. Le Parti démocrate ne recueille que 80 sièges.

### Déclin politique
En janvier 2006, la famille Shinawatra vend Shin Corp, la maison-mère, pour plus d'un milliard de livres sterling. Les comptes, alors rendus publics, montrent que la valeur de l'entreprise a quadruplé depuis que Thaksin est au pouvoir et que l'entreprise n'a jamais payé d'impôts. À partir de février 2006, la situation se dégrade pour Thaksin. Accusé une nouvelle fois d'avoir profité de sa position pour favoriser des opérations financières bénéficiant à ses proches alors que la Constitution du pays impose formellement que les dirigeants politiques abandonnent toutes fonctions dans le domaine privé, il se retrouve mis en cause et fragilisé. Il pense cependant redresser la situation en décrétant des élections législatives anticipées le 2 avril 2006.
Les partis d'opposition thaïlandais annoncent alors leur intention de boycotter ces élections nationales du 2 avril pour protester contre le rejet de leurs propositions de réforme politique par le Premier ministre. Thaksin entame des négociations avec eux, mais refuse leurs propositions. Le boycott est donc décrété par le Parti démocrate, le Chart Thai (CTP) et Mahachon. Le bras de fer a accentué la crise déclenchée par un mouvement d'opinion croissant (dizaines de milliers de manifestants à Bangkok) en faveur d'une démission de Thaksin, soupçonné de corruption et d'abus de pouvoir.

### Coup d’État et exil
Thaksin est finalement renversé par un coup d'État militaire, mené par le général Sonthi Boonyaratglin, le 19 septembre 2006 alors qu'il se trouve à New York pour l'Assemblée générale des Nations unies.
Le 21 septembre, il se rend au Royaume-Uni en visite privée. À la suite de ces événements, l'ex-premier ministre reste en exil à Londres, où il possède une résidence.

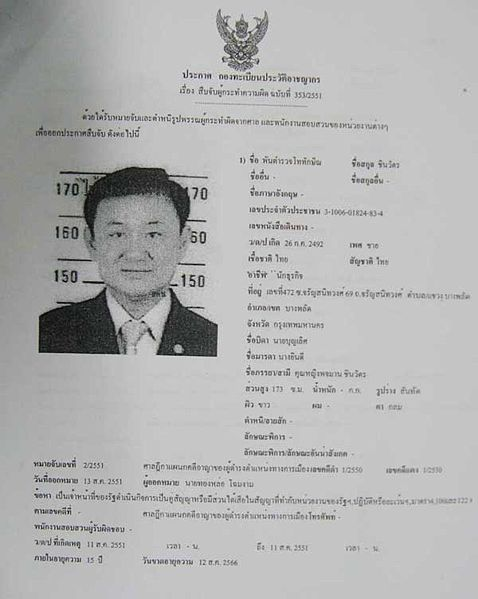
Mandat d'arrêt lancé contre Thaksin Shinawatra en août 2008

En octobre 2008, Thaksin est reconnu coupable de conflit d’intérêts dans le cadre d’une transaction immobilière liée à son épouse et condamné par contumace à deux ans d'emprisonnement par la Cour suprême criminelle des délits politiques, une justice fortement politisée affirme la politologue Eugénie Mérieau, alors qu'il est en fuite à Hong Kong. Les autorités thaïlandaises essayent d'obtenir son extradition.
Début avril 2009, des manifestations monstres, menées par les Chemises rouges, demandant le retour de Thaksin au pouvoir, se sont déroulées à Bangkok. La répression violente du Gouvernement d'Abhisit Vejjajiva a fait trois morts et 113 blessés. Depuis son exil, Shinawatra aurait promis que si les autorités s'en prenaient aux manifestants, il reviendrait.[réf. nécessaire]
Il a ensuite vécu à Dubaï avant de s'installer dans un pays voisin de la Thaïlande, le Cambodge, où il est arrivé le 10 novembre 2009, à l'invitation du Premier ministre Hun Sen. Thaksin Shinawatra a été nommé conseiller économique du gouvernement cambodgien. La Thaïlande a aussitôt réclamé l'extradition de Thaksin Shinawatra, refusée par le Cambodge. Les relations, déjà tendues, entre les deux pays, se sont donc un peu plus dégradées.
Le 26 février 2010, la cour suprême rend son jugement sur les avoirs de Thaksin gelés dans les banques locales depuis 2007, soit environ 1,7 milliard d'euros. Considérant qu'il avait illégalement conservé des parts dans le conglomérat de communication Shin Corp alors qu'il dirigeait le pays mais qu'une partie de cette somme était en sa possession avant ses mandats, elle ordonne la confiscation d'un milliard d'euros. Les Chemises rouges du Front national uni pour la démocratie et contre la dictature (UDD), qui comptent nombre de ses partisans, ont organisé une grande manifestation à partir du 14 mars à Bangkok pour obliger le gouvernement à organiser des élections anticipées.
Cette manifestation aboutit à une occupation pacifique d'une partie du centre financier de Bangkok (Siam Square, Trade Center). Ces campements sont plus tard contraints de devenir camp retranché des chemises rouges, lorsque le gouvernement décide d'en finir. Les forces armées donnent l'assaut final le 19 mai, les manifestants finissent par se rendre mais la répression a été sanglante et a fait au moins 16 morts. Le gouvernement ne cède sur aucune des revendications, pas d'élections anticipées. Un coup d'arrêt aux partisans de Thaksin est donné, mais la mobilisation reste active en province, moins médiatisée, tandis que la Cour criminelle de Bangkok a émis le 25 mai 2010, un mandat d’arrêt international pour « terrorisme » contre Thaksin Shinawatra.
En 2011, il pousse sa sœur, Yingluck Shinawatra, à briguer le poste de Premier ministre. Après les élections législatives du 3 juillet 2011 où son parti, le Pheu Thai, obtient 265 sièges sur les 500 de l'assemblée, elle accède à ce poste. La large victoire des pro Thaksin aux élections pose désormais le délicat problème de l'amnistie de l'ex-Premier ministre. En 2014, après une crise politique, Yingluck Shinawatra est destituée de son poste par la Cour suprême et l'armée provoque un coup d'État.

### Football
En juillet 2007, Shinawatra achète, via sa société UK Sports Investments, le club anglais de football de Manchester City pour une somme évaluée à 122 millions d'euros,. Shinawatra avait déjà essayé d'acheter le club de Liverpool en 2004. Les associations de défense des droits de l'homme Amnesty International et Human Rights Watch ont critiqué la vente de parts de City à Shinawatra, le décrivant comme « une personne violant les droits de l'homme de la pire espèce. » Dès son arrivée, Shinawatra convainc Sven-Göran Eriksson, ancien entraîneur de la sélection anglaise, de venir entraîner MCFC. La prise de contrôle du club est acceptée par Shinawatra et la premier League le considère comme une personne adéquate et intègre pour diriger un club. En septembre 2008, Shinawatra revend son club au Abu Dhabi United Group (ADUG).

### Retour en Thaïlande et grâce royale controversée
En 2023, à l'approche des élections législatives, Thaksin est décrit comme encore très populaire, en particulier auprès des populations défavorisées. Sa fille Paethongtarn Shinawatra, est alors candidate du parti Pheu Thai au poste de Premier ministre. 
En août 2023, Thaksin Shinawatra annonce son retour en Thaïlande après 15 ans d'exil. Le jour même de l'investiture du nouveau Premier ministre Srettha Thavisin, Shinawatra principal adversaire de la junte militaire et de la monarchie, met fin à son exil et rentre en Thaïlande. Initialement annoncé pour le 10 août, son retour avait finalement été reporté lors du blocage institutionnel. Finalement rentré au pays le 22 août, il est accueilli à l'aéroport de Bangkok par sa fille et ses partisans. Il se rend ensuite au siège de la Cour suprême, qui lui notifie ses condamnations, et est emprisonné pour purger sa peine de huit ans pour corruption,,. Il est transféré quelques heures plus tard dans un hôpital de la police où il est placé, selon la presse thaïlandaise, dans une chambre VIP,. La coïncidence des évènements fait supposer un accord entre la junte et le Pheu Thai, ce dernier acceptant de partager le pouvoir en échange d'une future réduction de peine voire d'une grâce royale pour Thaksin Shinawatra,,. Il dépose une demande de grâce auprès du roi Rama X, qui lui accorde le 1er septembre 2023, réduisant sa peine de huit à un an de prison.
Inculpé en février 2024 pour avoir supposément violé la loi de lèse-majesté en 2015, il obtient sa remise en liberté conditionnelle au bout de six mois pour raison de santé le 18 février 2024.
En mai 2024, le parquet thaïlandais requiert la tenue d'un procès contre Thaksin Shinawatra, accusé de lèse-majesté pour des déclarations tenues il y a quelques années. Le 18 juin, Thaksin Shinawatra est inculpé de diffamation royale. 
Le 16 août 2024, sa fille Paethongtarn Shinawatra, cheffe du Pheu Thai, est élue Première ministre, succédant à Srettha Thavisin, destitué par la Cour constitutionnelle. Le lendemain 17 août, il est de nouveau gracié par le roi, voyant sa peine de prison réduite de huit à un an.